# Mound City (Dél-Dakota)
Mound City település az Amerikai Egyesült Államok Dél-Dakota államában, Campbell megyében, melynek megyeszékhelye is. Lakosainak száma 69 fő (2020. április 1.).

## Népesség
A település népességének változása:
| Lakosok száma | 71   | 65   | 69   |
|               | 2010 | 2013 | 2020 |